# نتروبروسيد الصوديوم
نتروبروسيد الصوديوم هو مركب غير عضوي صيغته Na2[Fe(CN)5NO] عادة ما يأتي مرتبط بالماء مثل ثنائي الهيدرات وهو ملح أحمر اللون يذوب في الإيثانول والماء يستخدم هذا المركب كدواء لعلاج حالات ارتفاع الضغط الشديد واحيانا يستعمل لعلاج بعض حالات القصور القلب, .
ويختصر احيانا بSNP ، ومن أسمائه التجارية Nitropress . طريقة عمله هي الإفراج عن أكسيد النتريك الذين له تأثير موسع للأوعية. و ينتمي نتروبروسيد الصوديوم إلى موسعات الاوعية النتروجينية وهي فئة من العقاقير المطلقة لاكسيد النتريك (NO). يستخدم نتروبروسيد الصوديوم أيضا ككاشف تحليلي للكشف عن كيتونات الميثيل، وللكشف عن الأمينات التي غالبا ما توجد في المخدرات غير المشروعة. يعتبر هذا المركب على قائمة منظمة الصحة العالمية النموذجية للأدوية الأساسية.

## الاستخدام الطبي
يستخدم نتروبروسيد الصوديوم في المقام الأول كموسع وعائي. وقد استخدم لأول مرة في الطب البشري في عام 1928. وبحلول عام 1955، أظهرت الابحاث سلامته أثناء استخدامه على المدى القصير في المرضى الذين يعانون من ارتفاع ضغط الدم الشديد. وعلى الرغم من هذا وبسبب الصعوبات في تصنيعه كيميائياً، لم تتم الموافقة عليه من قبل إدارة الاغذية والعقاقير الأمريكية إلا في عام 1974 لعلاج ارتفاع ضغط الدم الشديد. وبحلول عام 1993، كانت شعبيتها نمت هذه أن إجمالي المبيعات في الولايات المتحدة قد بلغت 2 مليون دولار في عام 1993.
نتروبروسيد الصوديوم موسع وعائي قوي للشرايين والأوردة (تأثيره على الشرايين أكثر من الأوردة) وذلك نتيجة لتفككه إلى أكسيد النيتريك (NO). ويتم إعطائه عن طريق الوريد في حالات ارتفاع ضغط الدم الشديد. عادة ما يكون تأثيره العلاجي في غضون بضع دقائق.
أكسيد النيتريك يقلل كلا من المقاومة الطرفية والعائد الوريدي، مما يخفض كلا من التحميل القبلي والتحميل البعدي (preload and afterload). لذلك، فإنه يمكن أن تستخدم في قصور القلب الاحتقاني الشديد (congestive heart failure) حيث هذا المزيج من التأثير يمكن أن تعمل على زيادة النتاج القلبي (cardiac output). في الحالات التي يكون فيها النتاج القلبي في المستوى الطبيعي، يكون تأثيره الأساسي هو خفض ضغط الدم. في بعض الأحيان يُستخدم هذا الدواء كخافض لضغط الدم للحد من النزيف في العمليات الجراحية (حيث تمت الإشارة إلى هذا الاستخدام من قبل عدة هيئات مثل FDA, TGA, and MHRA).
كما تم استخدام هذا المركب بنجاح لعلاج تضيق الصمام الأبهري، احمرار الأطراف المؤلم، دوالي المريء، وفي حالات الحمى الشديدة، والحماض اللبني، واحتشاء عضلة القلب، والمتلازمة الخبيثة للذهان (neuroleptic malignant syndrome)، وارتفاع ضغط الدم الرئوي، ومتلازمة الضائقة التنفسية في الأطفال حديثي الولادة، والصدمة، والتشنج الوعائي الدماغي، والتسمم بالأرجوت (ergot toxicity)، وعيب الحاجز البطيني (ثقب القلب البطيني).

## الآثار السلبية
الآثار السلبية حسب نسبة حدوثها وخطورتها
شائعة
- إنخفضاض معدل ضربات القلب
- انخفاض ضغط الدم
- الخفقان
- ارتفاع معدل ضربات القلب
- التوقيف
- الأرق
- الارتباك
- دوخة
- صداع الرأس
- نعاس
- الطفح الجلدي
- التعرق
- الغدة الدرقية قمع
- نشل العضلات
- قلة البول
- الكلى آزوتيمية

النسبة غير معروف
- الغثيان
- تهوع
- القلق
- انقباض الصدر وعدم الراحة
- ألم في البطن
- هبوط ضغط الدم الانتصابى
- تغيرات تخطيط القلب
- تهيج الجلد
- حمرار موقع حقن

خطيرة
- انسداد معوي
- خفض قدرة الصفائح الدموية على التكتل
- نزف
- زيادة الضغط داخل القحف (الجمحمة)
- حماض أيضي
- ميتهيموجلوبينيميا
- التسمم بالسيانيد والثيوسيانات.

## موانع الاستخدام
لا ينصح باستخدامه في النساء الحوامل، على الرغم من أن الأدلة المتاحة تشير إلى أنه قد يكون آمناً، شريطة أن يتم رصد عن كثب مستويات درجة الحموضة والسيانيد في الأمهات. بعض الأدلة تشير إلى استخدام نتروبروسيد الصوديوم في الأطفال المصابين بأمراض خطيرة قد يكون آمنا، حتى من دون رصد مستوى السيانيد.